# Cerveteri rosato
Il Cerveteri rosato è un vino DOC la cui produzione è consentita nelle province di Roma e Viterbo.

## Caratteristiche organolettiche
- colore: rosa più o meno intenso
- odore: fruttato, gradevole
- sapore: fine, delicato, armonico

## Produzione
Provincia, stagione, volume in ettolitri
- nessun dato disponibile